# Кулики (Башкортостан)
Кулики (баш. Кулики) — деревня в Благовещенском районе Башкортостана, относится к Волковскому сельсовету.

## Население
| 2002 | 2009 | 2010 |
| ---- | ---- | ---- |
| 26   | ↗34  | →34  |

Национальный состав
Согласно переписи 2002 года, преобладающая национальность — русские (100 %).(2020)год численность населения 9 человек и 6 дачников

## История
Деревня Кулики (Куликовский починок) была образована в 1875 году в полутора верстах к юго-западу от села Волково (бывш. Александровского починка). Переселенцы из Вятской губернии купили землю у Волкова, а позднее дважды докупали — в 1885 году и в 1892 году. Одноименное сельское общество было образовано в 1880-е годы.
Среди первых жителей починка были Куликовы, Чайкины, Терехины, Светлаковы, Лобастовы, Коноваловы, Наймушины, Поплаухины, Русских, Свиньины, Брыляковы, Чикишевы и другие.
В 1895 году в Куликовском починке проживали почти 400 человек. Их нужды обслуживал хлебозапасный магазин и бакалейная лавка, а в начале XX века появилась кузница.
В 1910 году в починке открылась земская одноклассная школа. К 1917 году в школе учительствовала А. А. Соседкина.
Все крестьяне починка были членами земельного товарищества, в собственности которого находилась почти вся купчая земля — 1243,55 десятины из 1263,55. Большинство семей были достаточно зажиточными: 30 хозяев имели более 20 десятин земли, при этом трое из них — более 40. 44 хозяина держали не менее двух рабочих лошадей (четверо из них — не менее четырёх).
В 1918—1923 годах починок входил в состав Волковской волости. С 1930-х годов населенный пункт стал называться деревня Кулики и вошел в образованный Волковский сельсовет.
В 1930-е годы в деревне был образован колхоз имени Кагановича, в середине XX века деревня вошла в состав колхоза имени Сталина, переименованного затем в «Знамя».

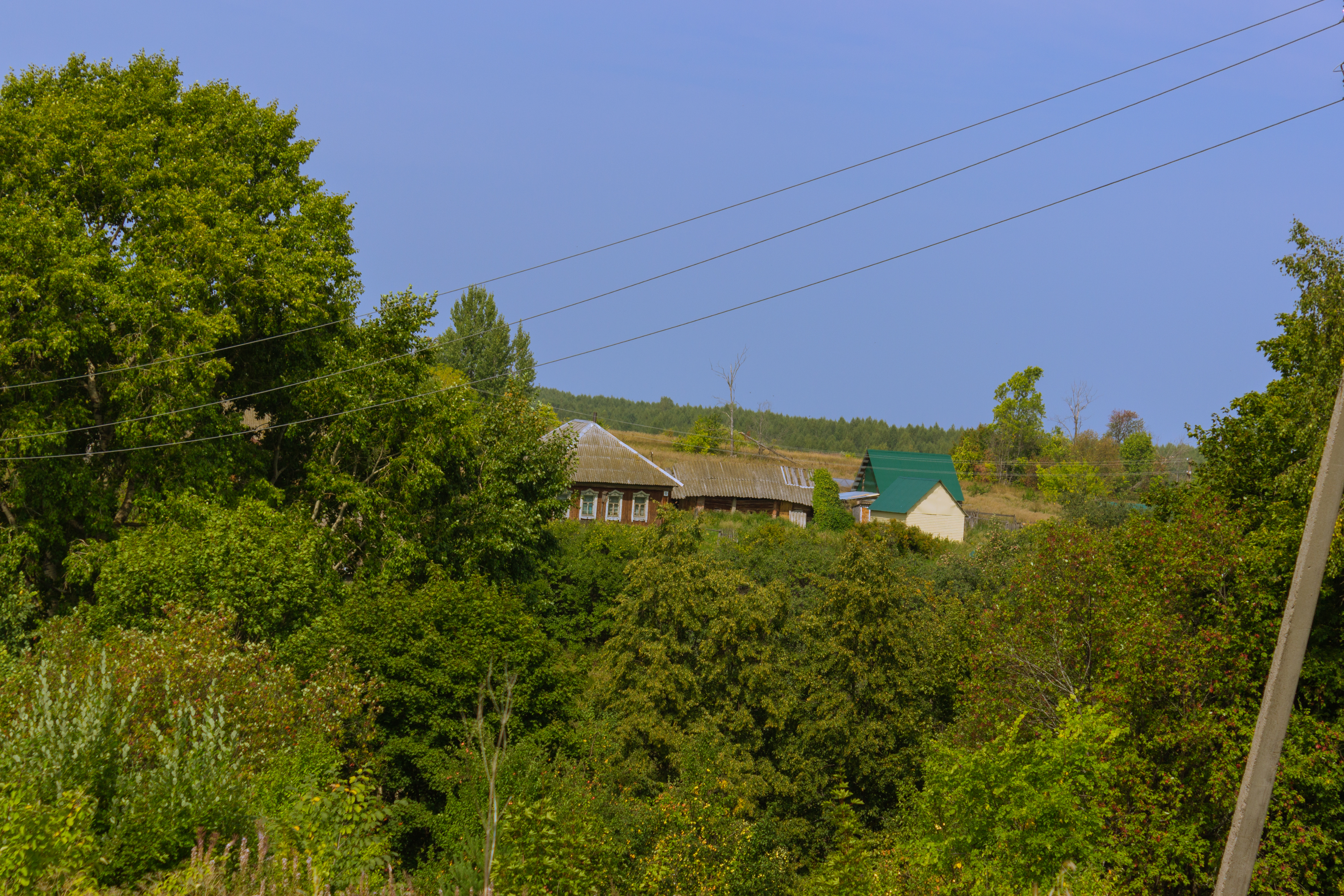
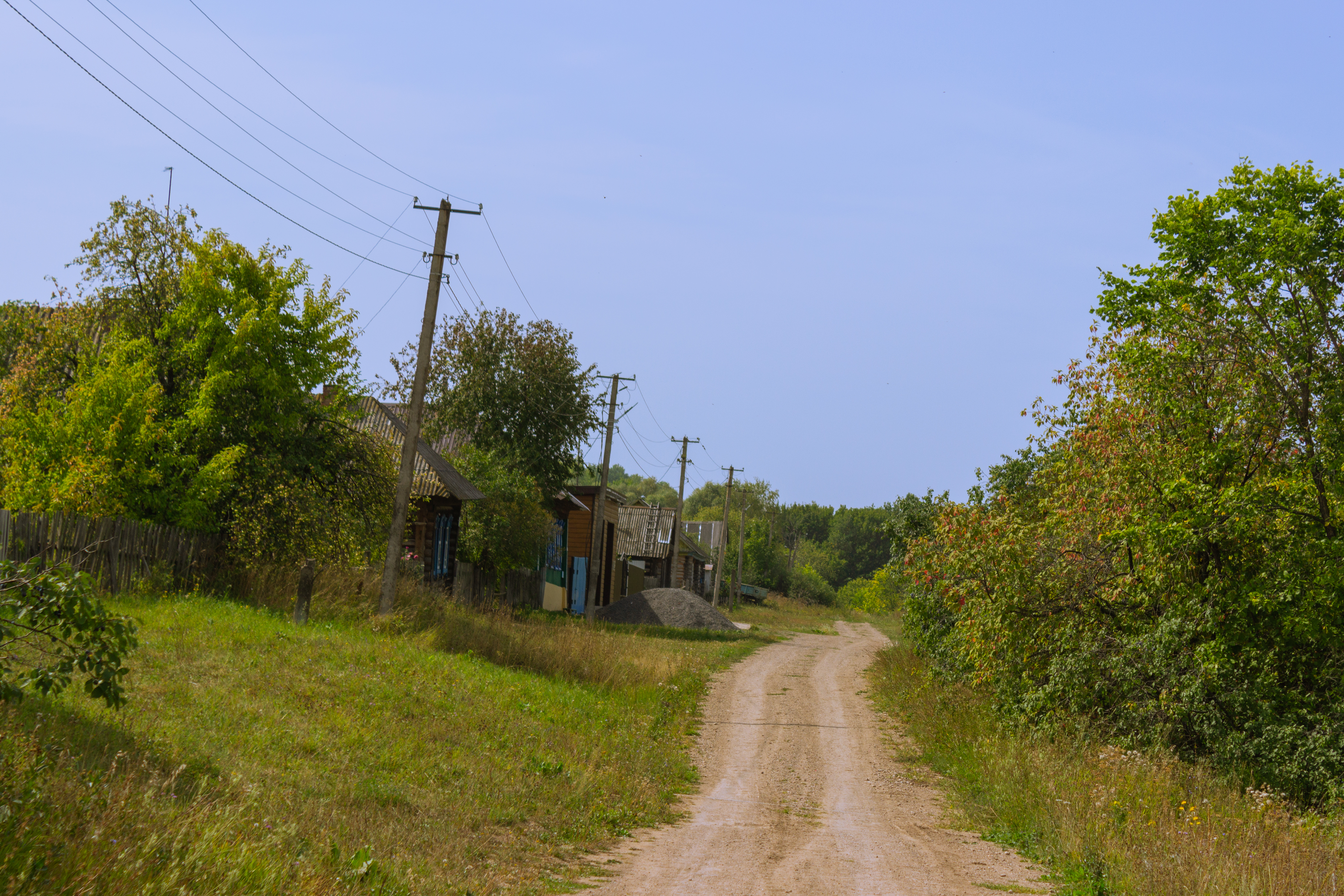
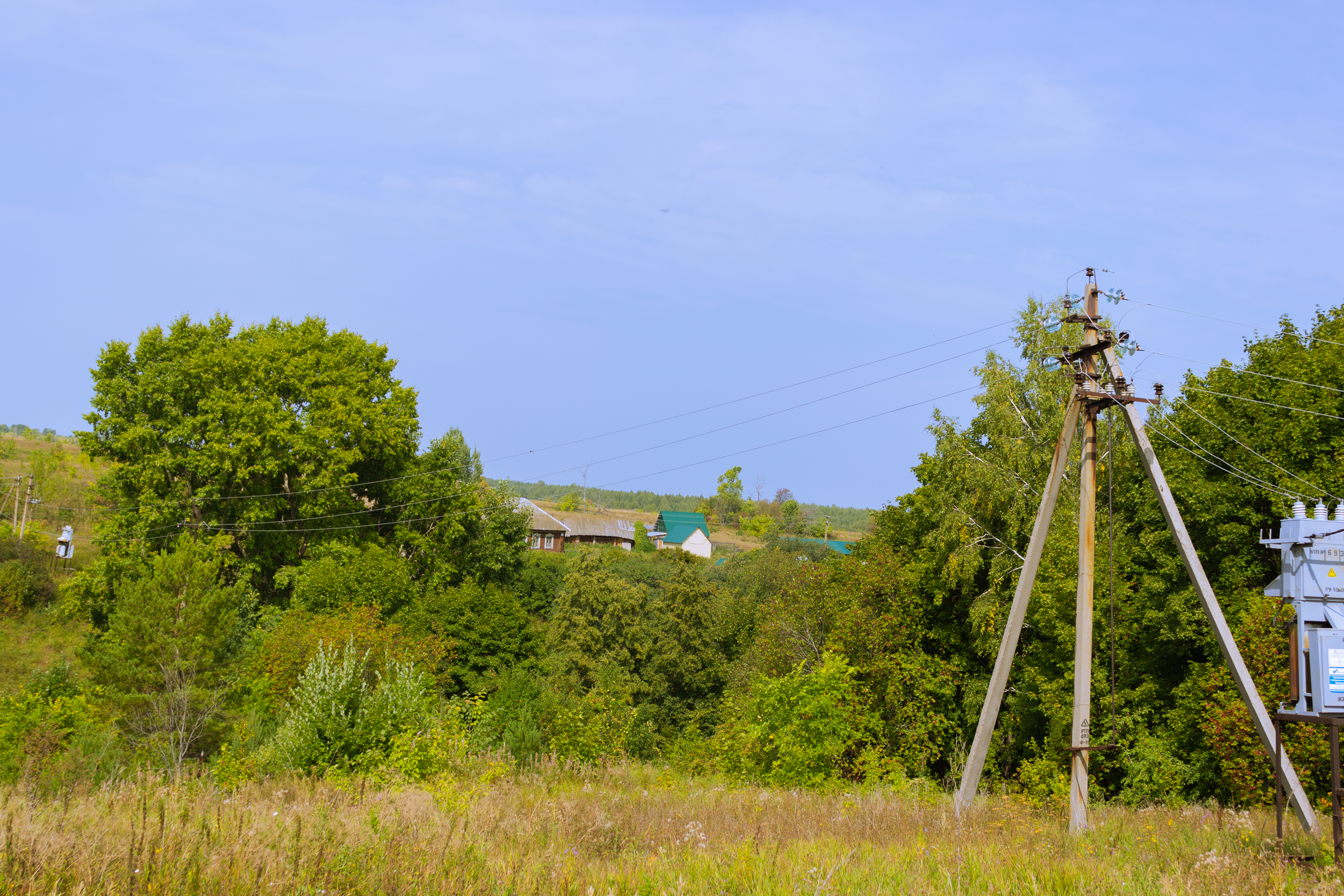

## Географическое положение
Расстояние до:
- районного центра (Благовещенск): 32 км,
- центра сельсовета (Волково): 3 км,
- ближайшей ж/д станции (Загородная): 54 км.